# 花宮あみ
花宮 あみ（はなみや あみ、1984年12月7日 - ）は、日本の元AV女優。ツートッププロ（ロータスグループ）所属。

## 略歴・人物
- 千葉県出身。趣味は映画観賞[2]。
- 2006年に『新星』でAVデビュー。2008年12月7日に引退。
- 2011年に復帰し、2015年9月に再度引退。

## 作品

### アダルトビデオ
撮りおろし作品
- 新星（10月13日、MOODYZ）
- ハイパーデジタルモザイクVol.044（11月1日、MOODYZ）
- 学校コスプレ（12月1日、MOODYZ）

- 拷問くらぶ（1月1日、MOODYZ）
- 真性アナルFUCK（2月13日、MOODYZ）
- 乱交10人隊（3月13日、MOODYZ）
- 真性フィストFUCK（5月13日、MOODYZ）
- 黒人イラマチオFUCK（8月1日、MOODYZ）
- 真性中出し（10月13日、MOODYZ）
- ぶっかけ中出しアナルFUCK!（11月13日、MOODYZ）
- ぶっかけ中出しアナル浴尿イラマチオFUCK!（12月13日、MOODYZ）

- 剣道3段花宮あみの50人斬り（2月21日、アキノリ）
- 絶頂フルコースアナル浣腸×フィスト×2穴中出しFUCK（2月21日、ナチュラルハイ）
- 本物!!そして超美形!!現役剣道選手が衝撃のAV出演!!（3月6日、SODクリエイト）
- 逆ナンパ中出し 3 ナンパして中出しさせる6人のギャル（3月8日、隼エージェンシー）
- これが一発大量、ザーメンバズーカ!!24時間いつでもどこでもきれいな顔面めがけてものすごい発射（3月20日、SODクリエイト）
- フェラコレ2008春SP 24人のフェラジェンヌ（4月12日、隼エージェンシー）
- 狂乱アクメ 執行番号27（4月22日、プレステージ）
- 最高のマンコ＆アナル2穴生中出し浣腸SEX 花宮あみ（4月25日、オペラ）
- 狙われた人妻 第5章 無理やり犯される7人の人妻たち（5月10日 隼エージェンシー）
- こだわりの手コキ 4時間SP VIII 30人のハンドメイド（5月10日、隼エージェンシー）
- 禁断介護15 ～息子の婚約者と老人の性～（5月15日 グローリークエスト）
- 美人OLのランチタイム 3 オフィス街の肉欲交尾（6月5日 グローリークエスト）
- フェラ!!大好き!?13人のフェラ好きガールズ（6月13日、隼エージェンシー）
- 部活痴漢（6月19日　ナチュラルハイ）
- アナルアクメ耐久ファック5（7月11日、プレステージ）
- 美脚クラブ180（7月19日 ミスター・インパクト）
- トリプルレズ6浣腸アクメ（8月1日、V (ヴィ)）
- 制服縞パンニーソックス（8月1日、TMA）
- 十一人の女責め師 蛇鬼（8月7日、アタッカーズ）
- レズWフィスト浣腸ぶっかけ中出しSEX　(8月25日、オペラ）共演:高原智美
- 憧れの女子アナウンサー羞恥拷問研修!! 一流女子大に通うギャルを騙して陵辱・浣腸・電マイカせ!!（9月4日　GARCON）
- 黒ストッキング女子社員しか見たくない! 4時間（9月5日、TMA）
- 襲撃!!逆ナン痴女軍団 即ズボバトルinスイミングクラブ（9月15日、ミュージアム・ネクスト）
- Rookies 淫撮!新潟在住のドエローな歯科助手（9月16日、マキシング）
- SUPER拷問シリーズ ヤリマン浣腸収容所 VOL.1（9月18日、SODクリエイト）
- 高級メイド手コキサロン（9月19日、TMA）
- 旦那の留守中にAV出演する美人妻 金と欲望に飢えた若妻の淫らな本性 由香さん24才（10月20日、スターパラダイス）
- ミニスカブーツしか見たくない!4時間 2（10月24日、TMA）
- アクメセミナー6（12月2日、MAD）

- 奴隷女教師 アナルマニア監禁室（1月1日、シネマジック）
- 天然素人レボリューション3(1月23日、フルセイル）
- 闇営業中のフル勃起エステ NO.7（2月10日、ホットエンターテイメント）共演:姫宮ラム、幸村いおり
- ザ・面接 VOL.101 悩みがあったら聞いたるで 穴でイケないのは遺伝ですか？（09年2月20日、アテナ映像）/ 2008年12月よりレンタル開始
- 奥様欲情日記 奥さんのプリプリのお尻見てたらたまんないよ（3月20日、アテナ映像） / 2008年3月よりレンタルは開始
- 飼育の地下室(3月20日、大洋図書）
- 人妻を脅して騙して犯す!SP 第2章（4月17日、Nadeshiko）
- 続飼育の地下室(4月17日、大洋図書）
- こだわりの手コキ 人妻編 4（5月15日、隼エージェンシー）
- 母と息子 禁断の淫ら汁 今日だけは私を好きにしていいのよ（5月18日、アテナ映像）
- PLAY GIRL 07（7月17日、ケイ・エム・プロデュース）他出演: 叶志穂
- このオンナ変態につき。 第二巻（8月16日、スターゲート）

- The SEX 6 変態リアルママ（6月11日、LEO）

- 初アナルの人妻 夫ともしたことなかったのにアナルSEXしてしまいました ごめんなさい あなた（10月25日、ビッグモーカル）
- 罠に堕ちた人妻7 生贄夫人アナル蹂躙（12月1日、中嶋興業）

- ヒロインキラーハンター 女超人パルサーワン（1月13日、GIGA）
- ノーモザイクアナルFUCK 壮絶アナル破壊（4月1日、ワンズファクトリー）
- いけない女たち 4（4月13日、LEO）
- 宅配マゾ（12月25日、ダスッ!）

- 夫のいない白昼の秘め事 義父と嫁のいやらしい関係（4月25日、ながえSTYLE）
- 忙しい貴女（尼僧/オナベ）の為に・・ 緊縛マッサージサロン 3（4月25日、ながえSTYLE）
- 償い〜つぐない〜 3（5月25日、ながえSTYLE）

- 夫には言えない秘め事 義父と嫁（8月25日、ながえSTYLE）

- ヘンリー塚本 おんなと言うワイセツな生きモノ（4月13日、FAプロ）
- ヘンリー塚本 中年男女たちの禁断の愛のドラマ集２ 非道徳（12月25日、FAプロ）

総集編
- アナルファック4時間（5月13日、MOODYZ）
- アナルファック4時間（7月13日、MOODYZ）
- ハイパーデジタルモザイク4時間（8月1日、MOODYZ）
- 拷問くらぶ4時間（9月1日、MOODYZ）
- 超人気女優の濃厚SEX4時間（9月1日、MOODYZ）

- デカ黒チンポに喘ぎまくる黒人FUCK4時間（3月1日、MOODYZ）
- ハイモザ フェラチオ4時間（3月13日、MOODYZ）
- 制服姿の女子校生をヤリまくる!4時間（3月13日、MOODYZ）
- 自ら愛撫でヨガリ狂う!絶頂オナニー4時間（4月1日、MOODYZ）
- アナルFUCK4時間 2（4月1日、MOODYZ）
- 小便がぶ飲み!浴びまくり!飲尿欲尿BEST4時間（5月13日、MOODYZ）
- 超アスリート大全集4時間DX（6月19日、SODクリエイト）
- 真性アナルFUCK4時間（7月1日、MOODYZ）

- SOD 主観 コレクション（3月5日、SDOクリエイト）
- 蛇鬼総集編（4月7日、アタッカーズ）
- 私、アナルでしかイケないの　絶頂アナルFUCK4時間(3月13日、MOODYZ）
- お父さん、お母さん、ゴメンなさい。普段はこんな格好して真面目に働いてますが実は私、自らAVに応募して中出しまでされちゃった淫らな娘です。 2（7月16日、マキシング）
- CineMagic DVD ベスト30 No5（10月1日、シネマジック）
- エネマ痴帯EX9 （12月1日、シネマジック）
- 闇営業中のフル勃起エステ 4時間SP 3（12月10日、ホットエンターテイメント）

- 敏感オッパイ微乳美少女4時間（1月1日、MOODYZ）
- 禁断介護 BESTセレクション 2（6月3日、グローリークエスト）
- オペラ5周年記念DVD24時間6枚組（12月25日、オペラ）

- 超人気女優・超ボリューム・超ハード2穴FUCK150作品16時間 （1月19日、ROOKIE）
- 奥様欲情日記 BEST SELECTION 美人妻12人4時間 妻が色めく秘密の昼下がり（3月25日、アテナ映像）

- The SEX Best Of Queen（6月8日、LEO）
- 飼育の地下室 完全版（6月29日、S＆Mスナイパー）

- SEX狂い 不倫妻（10月15日、スターパラダイス）
- 初2穴中出しWフィスト飲尿糞汁浣腸ぶっかけ！ リミテッドWベスト(10月25日、オペラ）
- 鼻責め・鼻浣腸 4（11月1日、中嶋興業）

- 尼僧/女上司/女弁護士/ラーメン屋娘/女医/女教師/オナベ/シングルマザー 緊縛マッサージサロン プレミアム（8月25日、ながえSTYLE）
- 償い プレミアム（12月25日、ながえSTYLE）

### 成人映画
- 痴漢（秘）劇場 しのびこむ太指 第2幕（2007年4月6日、竹書房）[4]

### テレビドラマ
- 黒い太陽'07スペシャル（2007年9月21日、テレビ朝日）

### ネット配信
- 江頭2:50のがんばれ!エガちゃんピン4　MEGA　MAX（2012年10月26日、BeeTV）